# Lucien Murat
Pour les articles homonymes, voir Murat.
 (décembre 2017).
Lucien Murat, né Lucien Charles Joseph Napoléon Murat le 16 mai 1803 à Milan et mort le 10 avril 1878 à Paris, est un prince français, neveu de Napoléon 1er et second fils de Joachim Murat et Caroline Bonaparte. Il fut prince de Berg, prince de Naples, prince de Pontecorvo, puis 3e prince Murat ainsi que grand maître du Grand Orient de France.

## Biographie
Il fut élevé à Naples et eut comme précepteur le peintre et graveur Claude-François Fortier. Après les événements de 1815, il suivit sa mère aux environs de Trieste, résida à Venise et s'embarqua en 1824 pour aller rejoindre aux États-Unis son oncle et son frère aîné Achille ; son vaisseau ayant fait naufrage, il fut conduit en prison en Espagne. 
Arrivé aux États-Unis, il épousa le 18 août 1831 à Trenton, dans le New Jersey, Caroline Georgina Fraser (Charleston, Caroline du Sud, 13 avril 1810 - Paris, 10 février 1879), une Scotto-Américaine de confession protestante, descendante des lords Lovat, chefs du clan Fraser. Elle était la fille de Thomas Fraser (Esq.), un émigrant écossais aux États-Unis, major dans la milice loyaliste durant la Révolution américaine, et de son épouse Anne Smith.

### Descendance
Il eut cinq enfants avec Caroline Georgina Fraser : 
- Caroline Laetitia Murat (Bordentown, comté de Burlington, New Jersey, 31 décembre 1832 - Redisham Hall, 23 juillet 1902), mariée en premières noces à Paris le 6 juin 1850 avec Charles Gustave Martin, baron de Chassiron (Nantes, 5 décembre 1818 - Tarbes, 20 juin 1871) et mariée en deuxièmes noces à Londres en 1872 avec John Lewis Garden (1833 - Londres, 1892) ;
- Joachim Joseph Napoléon Murat (Bordentown, comté de Burlington, New Jersey, 21 juillet 1834 - Château de Chambly, 23 octobre 1901), 4e prince Murat, marié en 1854 avec Malcy Berthier de Wagram (1832-1884), descendante du Maréchal Berthier, puis en 1894 avec Lydia Hervey (1841-1901), d'où trois enfants du premier mariage ;
- Anne Murat (Bordentown, comté de Burlington, New Jersey, 3 février 1841 - Paris, 7 septembre 1924), mariée le 18 décembre 1865 à Antoine Just Léon Marie de Noailles (Paris, 10 avril 1841 - Paris, 2 février 1909), duc de Mouchy ;
- Charles Louis Napoléon Achille Murat (Bordentown, comté de Burlington, New Jersey, 2 janvier 1847 - Tschkaduachi, 27 février 1895), marié le 13 mai 1868 au palais des Tuileries à Paris avec la princesse Salomé Dadiani (Gori, 13 octobre 1848 - Paris, 23 juillet 1913), fille de David Dadiani, souverain de Mingrélie, il se bat en duel contre Henri, marquis de Rougé, en 1867. Dont : 
  - Lucien Murat (Mustapha, Algérie, 8 juillet 1870 - Rabat, Maroc, 20 décembre 1933), prétendant au trône de Mingrélie, marié à Paris civ. le 31 mai et rél. le 2 juin 1897 Marie de Rohan-Chabot (Paris, 24 mai 1876 - Paris, 3 octobre 1951), d'où un fils
  - Louis-Napoléon Murat (Brunoy, 25 août 1872 - Nice, 14 juin 1943), pas marié et sans postérité
  - Antoinette Caroline Catherine Murat (Gori, 13 août 1879 - Nice, 22 janvier 1954), pas mariée et sans postérité
- Louis-Napoléon Murat (en) (1851-1912), marié le 11 novembre 1872 à Eudoxia Mikhailovna Somova (Kharkov, Ukraine, 17 février 1850 - Nice, 6 mai 1924), d'où trois fils.

### Carrière
Par suite de faillites commerciales, il fut réduit à une situation si précaire qu'il n'eut pendant plusieurs années d'autres ressources que le produit d'une école de jeunes filles tenue par sa femme. Il vint ponctuellement en France par deux fois, en 1839 et 1844. En 1847, il succède à la mort de son frère aîné Achille au rang de 3e prince Murat. Il regagna enfin la France en 1848, et fut élu député du Lot à la Constituante, puis réélu à la Législative de 1849 (où élu aussi dans la Seine, il opte pour le Lot), il fut membre du comité des Affaires étrangères. Le 3 octobre 1849, il fut ministre plénipotentiaire à Turin (1849-1850). Cette même année, il fut choisi comme colonel par la garde nationale de la banlieue de Paris. Devenu sénateur à la suite du coup d'État par décret du 25 janvier 1852, il fut reconnu en 1853 dans son titre de prince.
Au lendemain du coup d'État de décembre 1851, les dignitaires du Grand Orient de France, Berville et Desanlis ne virent d'autres moyens pour sauver l'obédience que d'offrir la grande maîtrise au prince Murat qui l'accepta. Il fit voter la constitution de 1854 qui donnait au Grand-Maître, élu pour sept ans, de grands pouvoirs. Il créa la Société civile pour l'édification du temple de la maçonnerie française (1853-1854) et fit l'achat de l'immeuble du 16, rue Cadet, qui devient l’hôtel du Grand Orient de France,.
En 1859, le prince se heurta à la majorité des membres du Grand Orient de France à propos de l'unité italienne et du pouvoir temporel du pape. À la suite d'incidents, à la demande de Napoléon III, il donna sa démission le 29 juillet 1861, cédant sa place à Bernard Pierre Magnan,.
Il hérite de l'Empereur le château de Buzenval à Versailles.